# 少数人的晚餐
《少数人的晚餐》（英語：Dinner for Few）是由Athanassios Vakalis制作的一部动画。

## 作品介绍
在一个大雨倾盆的一天，一座孤岛上的一件破房子里，一群猪头人正在餐桌上大吃大喝。
一群小猫在地上不断地乞求这些猪能给它们一些食物。
而这些猪中，有的还是给了这些猫一些食物。
并且，有一只小猫还在桌子底下发现了一个好似锁链一样的东西......
不过令人觉得奇怪的是，无论这些猪怎么吃，它们都吃不饱。
并且，还有一个只会把任何东西放到奇怪的机器里，就会变出食物的，应该是厨师的人类。
很快，房子里一切就被厨师给拿完了。
接着，这些猪开始不断地抢夺之前吃剩的食物。
并且有的猪还会用机械老鼠来欺骗小猫。
随后，地上猫越来越无法承受猪们的行为，于是这些猫聚在了一起，成了一只巨大的白虎，这只白虎杀死了正在吃饭的猪。
等白虎将这些猪吃掉后，它便累的睡着了。
而就在这个时候，厨师杀死了这只白虎，并且还从白虎的肚子里拿出了一些小猫。
然后，这个厨师把这些小猫逮到了另外一个屋子里。
然后，这些小猫中，有的变成了之前的猪，并开始准备在餐桌前大吃大喝.......

## 工作人员
该动画大部分都是由希腊动画导演Athanassios Vakalis制作的。
Katerina Stergiopoulou， Aikaterini Stergiopoulou负责制片。